# Nati nel 1964/Settembre
| Questa pagina contiene informazioni ricavate automaticamente dalle voci biografiche con l'ausilio del template Bio e di un bot. L'aggiornamento è periodico e automatico e ricostruisce completamente la pagina. Se manca una persona in questa lista, sei pregato di non aggiungerla, ma accertati piuttosto che la sua voce biografica contenga il template Bio e che i dati anagrafici siano correttamente compilati. Se il template Bio manca, inseriscilo tu stesso o, in alternativa, metti l'avviso {{tmp\|Bio}} che ne segnala la mancanza. Se i dati riportati sono sbagliati, correggi direttamente la voce biografica; le modifiche saranno visibili in questa lista entro pochi giorni. Per chiarimenti vedi il progetto biografie. La lista contiene solo le 313 persone che sono citate nell'enciclopedia e per le quali è stato implementato correttamente il template Bio. Pagina aggiornata al 18 ago 2025. |

- 1º settembre - Brian Bellows, ex hockeista su ghiaccio canadese
- 1º settembre - Michael Brunnock, musicista irlandese
- 1º settembre - Petr Fiala, politico ceco
- 1º settembre - Sebastián Haro, attore spagnolo
- 1º settembre - Ana Kapor, pittrice italiana
- 1º settembre - Lee Tae-hyung, ex calciatore sudcoreano
- 1º settembre - Andrea Pallanch, ex calciatore italiano
- 1º settembre - Hilda Ramos, ex discobola cubana
- 1º settembre - Józef Tracz, ex lottatore polacco
- 1º settembre - Fabio Vullo, ex pallavolista italiano
- 2 settembre - Jimmy Banks, calciatore statunitense († 2019)
- 2 settembre - Hermidio Barrantes, ex calciatore costaricano
- 2 settembre - Jim DeRogatis, giornalista statunitense
- 2 settembre - Stephen Egerton, chitarrista statunitense
- 2 settembre - Tom Hall, informatico statunitense
- 2 settembre - Andrea Illy, imprenditore italiano
- 2 settembre - Hélène Louvart, direttrice della fotografia francese
- 2 settembre - Rudy Marra, cantautore e scrittore italiano
- 2 settembre - Keanu Reeves, attore e musicista canadese
- 2 settembre - Anja Schüte, attrice tedesca
- 3 settembre - Luis Fernando Fernández, ex calciatore spagnolo
- 3 settembre - Ernest Givins, ex giocatore di football americano statunitense
- 3 settembre - Claudio Guidetti, musicista, compositore e produttore discografico italiano
- 3 settembre - Norbert Huber, ex slittinista italiano
- 3 settembre - Amber Lynn, ex attrice pornografica e modella statunitense
- 3 settembre - António Santos, ex triplista angolano
- 4 settembre - Vitalij Ahejev, ex schermidore sovietico
- 4 settembre - Stefania Dadda, attrice e regista italiana
- 4 settembre - Ron Edwards, autore di giochi statunitense
- 4 settembre - Giovanni Gardini, dirigente sportivo italiano
- 4 settembre - Aleksandra Leonova, ex cestista sovietica
- 4 settembre - René Pape, basso tedesco
- 4 settembre - Jim Pirri, doppiatore e attore statunitense
- 4 settembre - Mervyn Storey, politico britannico
- 4 settembre - Tomas Sandström, ex hockeista su ghiaccio svedese
- 4 settembre - Anthony Weiner, politico statunitense
- 4 settembre - Markus Zimmermann, bobbista tedesco
- 4 settembre - Robson da Silva, ex velocista brasiliano
- 4 settembre - Jeffry de Vries, pilota motociclistico olandese
- 5 settembre - Christian Delarbre, arcivescovo cattolico francese
- 5 settembre - Frank Farina, allenatore di calcio e ex calciatore australiano
- 5 settembre - Ric Keller, politico statunitense
- 5 settembre - Serhij Volodymyrovyč Loznycja, regista ucraino
- 5 settembre - Ken Norman, ex cestista statunitense
- 5 settembre - Liam O'Brien, ex calciatore irlandese
- 5 settembre - Bože Radoš, vescovo cattolico croato
- 5 settembre - Kevin Saunderson, disc jockey statunitense
- 5 settembre - Roberto Tottoli, orientalista italiano
- 6 settembre - Richard Brunelle, chitarrista statunitense († 2019)
- 6 settembre - Luís Campos, dirigente sportivo e allenatore di calcio portoghese
- 6 settembre - Robin Grey-Gardner, ex canottiera australiana
- 6 settembre - Alois Grussmann, ex calciatore cecoslovacco
- 6 settembre - Rosie Perez, attrice, produttrice cinematografica e regista statunitense
- 6 settembre - Aleksandr Podšivalov, ex calciatore russo
- 6 settembre - Shin'ichi Watanabe, regista, sceneggiatore e animatore giapponese
- 6 settembre - Luíz Antônio dos Santos, maratoneta brasiliano († 2021)
- 7 settembre - Roberto Asquini, politico italiano
- 7 settembre - Bunna, cantante e chitarrista italiano
- 7 settembre - Kenny Dyer, allenatore di calcio e ex calciatore montserratiano
- 7 settembre - Günther Eger, bobbista tedesco
- 7 settembre - María Fernanda Espinosa, politica, diplomatica e poetessa ecuadoriana
- 7 settembre - Andy Hug, karateka e kickboxer svizzero († 2000)
- 7 settembre - João Paulo, ex calciatore brasiliano
- 7 settembre - Eazy-E, rapper e produttore discografico statunitense († 1995)
- 7 settembre - Richard Matuszewski, ex tennista statunitense
- 7 settembre - Andrea Molino, giornalista e conduttore televisivo italiano
- 7 settembre - Masaki Ogata, goista giapponese
- 7 settembre - Helir-Valdor Seeder, politico e economista estone
- 7 settembre - Slavica Slijepčević, ex cestista jugoslava
- 7 settembre - Fabrizio Zilibotti, economista italiano
- 8 settembre - Oladipo Ayinla, ex cestista nigeriano
- 8 settembre - Luca Bernabei, produttore televisivo e autore televisivo italiano
- 8 settembre - Andrea Carlo Cappi, scrittore, traduttore e sceneggiatore italiano
- 8 settembre - Peter Duncan, regista e sceneggiatore australiano
- 8 settembre - Dunja Mijatović, politica e attivista bosniaca
- 8 settembre - Joachim Nielsen, musicista e paroliere norvegese († 2000)
- 8 settembre - Gianni Nuti, musicologo, politico e pedagogista italiano
- 8 settembre - Raven, wrestler statunitense
- 8 settembre - Victor Ubogu, ex rugbista a 15 e imprenditore britannico
- 8 settembre - Mitchell Whitfield, attore statunitense
- 8 settembre - Chad William Zielinski, vescovo cattolico statunitense
- 9 settembre - Paolo Asti, imprenditore italiano
- 9 settembre - Daniel Batista Lima, dirigente sportivo capoverdiano
- 9 settembre - Al Castellana, cantautore e produttore discografico italiano
- 9 settembre - Silvana Fallisi, attrice e comica italiana
- 9 settembre - Aleksandar Hemon, scrittore bosniaco
- 9 settembre - John Hughes, allenatore di calcio e ex calciatore scozzese
- 9 settembre - Denis McBride, rugbista a 15 irlandese
- 9 settembre - Cæcilie Norby, cantante danese
- 9 settembre - Marco Rossi, allenatore di calcio e ex calciatore italiano
- 10 settembre - Gianni Averaimo, ex pallanuotista e allenatore di pallanuoto italiano
- 10 settembre - Christine Cicot, ex judoka francese
- 10 settembre - Bruno Conca, allenatore di calcio e ex calciatore italiano
- 10 settembre - Niki Giustini, imitatore, comico e attore italiano († 2017)
- 10 settembre - Andrea Innesto, sassofonista italiano
- 10 settembre - Egor Letov, cantante e chitarrista russo († 2008)
- 10 settembre - Jack Ma, imprenditore cinese
- 10 settembre - Musashi Mizushima, ex calciatore giapponese
- 10 settembre - Don Stephenson, attore e regista teatrale statunitense
- 10 settembre - John E. Sununu, politico statunitense
- 10 settembre - Karl Wilson, giocatore di football americano statunitense
- 10 settembre - Edmund de Waal, artista e scrittore britannico
- 11 settembre - Mo Abudu, imprenditrice, regista e produttrice cinematografica nigeriana
- 11 settembre - Ali Ahmadzadeh, avvocato iraniano
- 11 settembre - David Bardsley, ex calciatore inglese
- 11 settembre - Doug Hudson, ex giocatore di football americano statunitense
- 11 settembre - Mimi Kodheli, economista e politica albanese
- 11 settembre - Mats Levén, cantante svedese
- 11 settembre - Steve Mardenborough, ex calciatore inglese
- 11 settembre - Troy Stradford, ex giocatore di football americano statunitense
- 11 settembre - Marco Tezza, pianista e direttore d'orchestra italiano
- 11 settembre - David Valcin, attore statunitense
- 11 settembre - Kathryn Watt, ex ciclista su strada e pistard australiana
- 11 settembre - Victor Wooten, bassista statunitense
- 11 settembre - A.J. Wynder, ex cestista e allenatore di pallacanestro statunitense
- 12 settembre - Pascal Demolon, attore, doppiatore e regista francese
- 12 settembre - Marco Fainello, ingegnere italiano
- 12 settembre - John Gayle, allenatore di calcio e ex calciatore inglese
- 12 settembre - Zsolt Gyulai, ex canoista ungherese
- 12 settembre - Dieter Hecking, allenatore di calcio, dirigente sportivo e ex calciatore tedesco
- 12 settembre - Chip Kidd, scrittore, editore e designer statunitense
- 12 settembre - Dirk Richter, ex nuotatore tedesco
- 12 settembre - Paola Turci, cantautrice italiana
- 13 settembre - Antonella Bertoni, danzatrice e coreografa italiana
- 13 settembre - Paul Bodin, allenatore di calcio e ex calciatore gallese
- 13 settembre - Giovanni Colasante, ex calciatore italiano
- 13 settembre - Jorge Célico, allenatore di calcio e ex calciatore argentino
- 13 settembre - Ivan Gazidis, dirigente sportivo sudafricano
- 13 settembre - Michael Kohlhase, informatico e matematico tedesco
- 13 settembre - Mladen Mladenović, ex calciatore croato
- 13 settembre - Andrea Mura, velista e ex politico italiano
- 13 settembre - Richard Tice, imprenditore e politico britannico
- 14 settembre - Stephen Dunham, attore statunitense († 2012)
- 14 settembre - Faith Ford, attrice statunitense
- 14 settembre - Laurent Fournier, allenatore di calcio e ex calciatore francese
- 14 settembre - Kurt Gouveia, ex giocatore di football americano statunitense
- 14 settembre - Paoletta Magoni, ex sciatrice alpina italiana
- 14 settembre - Angela Maraventano, politica italiana
- 14 settembre - Carolina Mújica, ex cestista spagnola
- 14 settembre - Terrence Paul, ex canottiere canadese
- 14 settembre - Chantal Schelkens, ex cestista belga
- 15 settembre - Michele Anelli, cantautore italiano
- 15 settembre - Matthew Burke, rugbista a 13 e rugbista a 15 australiano
- 15 settembre - Paul Caiafa, chitarrista e musicista statunitense
- 15 settembre - Sabine Dittmar, politica tedesca
- 15 settembre - Robert Fico, politico slovacco
- 15 settembre - María Galindo, attivista, conduttrice radiofonica e psicologa boliviana
- 15 settembre - Gustavo González, ex calciatore peruviano
- 15 settembre - Steven R. Monroe, regista e sceneggiatore statunitense
- 15 settembre - Jean-Claude Pagal, ex calciatore camerunese
- 15 settembre - Eumelio Palacios, ex calciatore paraguaiano
- 15 settembre - Byron Talbot, ex tennista sudafricano
- 15 settembre - Paul Tazewell, costumista statunitense
- 15 settembre - Berge Østenstad, scacchista norvegese
- 16 settembre - Herbert Baumann, ex calciatore svizzero
- 16 settembre - Glenn Beringen, ex nuotatore australiano
- 16 settembre - Rossy de Palma, attrice spagnola
- 16 settembre - Nicolas Hénard, ex velista francese
- 16 settembre - Giancarlo Marini, allenatore di calcio e ex calciatore italiano
- 16 settembre - Alessandro Nuccorini, allenatore di calcio a 5 e allenatore di calcio italiano
- 16 settembre - Mirosława Pabijasz, ex cestista polacca
- 16 settembre - Pavol Rankov, scrittore, saggista e giornalista slovacco
- 16 settembre - Dave Sabo, chitarrista statunitense
- 16 settembre - Erwin Schwab, astronomo tedesco
- 16 settembre - Molly Shannon, attrice e comica statunitense
- 17 settembre - Domenico Agostini, ex calciatore italiano
- 17 settembre - Mario Almondo, ingegnere italiano
- 17 settembre - Cvetan Antov, ex cestista bulgaro
- 17 settembre - Giuseppe De Filippi, giornalista e conduttore televisivo italiano
- 17 settembre - Ursula Karven, attrice, modella e scrittrice tedesca
- 17 settembre - Medì, percussionista e compositore tedesco
- 17 settembre - Gian Luca Perici, arcivescovo cattolico e diplomatico italiano
- 17 settembre - Franck Piccard, ex sciatore alpino francese
- 17 settembre - Petra Riedel, ex nuotatrice tedesca orientale
- 17 settembre - Francesco Romano, attore e regista italiano († 2025)
- 17 settembre - Luc Roosen, ex ciclista su strada belga
- 18 settembre - Darren Chiacchia, cavaliere statunitense
- 18 settembre - Curt Hansen, scacchista danese
- 18 settembre - Marco Masini, cantautore e pianista italiano
- 18 settembre - Stefano Palmieri, politico sammarinese
- 18 settembre - Steffen Peters, cavaliere statunitense
- 18 settembre - Holly Robinson Peete, attrice, cantante e attivista statunitense
- 18 settembre - Roberto Ruini, politico italiano
- 18 settembre - Mauro Antonio Santaromita, ex ciclista su strada italiano
- 19 settembre - Enrico Bertaggia, pilota automobilistico italiano
- 19 settembre - Francisco Boza, tiratore a segno peruviano
- 19 settembre - Luca D'Ascia, italianista e critico letterario italiano
- 19 settembre - Andrew Leeds, ex rugbista a 13, rugbista a 15 e fisioterapista australiano
- 19 settembre - Patrick Marber, drammaturgo, sceneggiatore e attore britannico
- 19 settembre - Kim Richards, attrice statunitense
- 19 settembre - Simon Singh, scrittore britannico
- 19 settembre - Yvonne Vera, scrittrice zimbabwese († 2005)
- 19 settembre - Trisha Yearwood, cantautrice, scrittrice e personaggio televisivo statunitense
- 20 settembre - Ken Barlow, ex cestista statunitense
- 20 settembre - Paolo Caldarella, pallanuotista italiano († 1993)
- 20 settembre - Luis Avelino Ceballos, ex calciatore cileno
- 20 settembre - Maggie Cheung, attrice e modella hongkonghese
- 20 settembre - Mats Ericson, ex sciatore alpino svedese
- 20 settembre - Vik Foxx, batterista statunitense
- 20 settembre - Antonio Iovine, mafioso e collaboratore di giustizia italiano
- 20 settembre - Kazuma Kaneko, disegnatore e artista giapponese
- 21 settembre - Carlos Alberto Aguilera, ex calciatore uruguaiano
- 21 settembre - Rolando Biscuola, musicista italiano
- 21 settembre - Jorge Drexler, cantautore uruguaiano
- 21 settembre - Giovanni Ferrero, imprenditore italiano
- 21 settembre - Mitko Grăblev, ex sollevatore bulgaro
- 21 settembre - Paul Henderson, ex rugbista a 15 e allenatore di rugby a 15 neozelandese
- 21 settembre - Hugo Herrnhof, ex pattinatore di short track italiano
- 21 settembre - Hristo Kolev, allenatore di calcio e ex calciatore bulgaro
- 21 settembre - Giovanna Pini, pedagogista e scrittrice italiana
- 21 settembre - Davide Pulici, critico cinematografico e saggista italiano
- 21 settembre - Alberto Selva, politico, insegnante e avvocato sammarinese
- 21 settembre - Keith Smart, ex cestista e allenatore di pallacanestro statunitense
- 21 settembre - Vladislav Surkov, imprenditore e politico russo
- 22 settembre - Santo Bellina, attore italiano († 2023)
- 22 settembre - Tibor Gécsek, ex martellista ungherese
- 22 settembre - Ian Ormondroyd, ex calciatore inglese
- 22 settembre - Brad Oscar, attore statunitense
- 22 settembre - Benoît Poelvoorde, attore belga
- 22 settembre - Erik Rémès, giornalista e scrittore francese
- 22 settembre - Pál Szekeres, ex schermidore ungherese
- 22 settembre - Ken Vandermark, sassofonista, clarinettista e compositore statunitense
- 22 settembre - Vladimír Weiss, allenatore di calcio e ex calciatore slovacco
- 22 settembre - Wayne Yearwood, ex cestista e allenatore di pallacanestro canadese
- 22 settembre - Branko Zupan, ex calciatore sloveno
- 23 settembre - Augusto Binelli, ex cestista e allenatore di pallacanestro italiano
- 23 settembre - Clayton Blackmore, allenatore di calcio e ex calciatore gallese
- 23 settembre - Erik Dellums, attore e doppiatore statunitense
- 23 settembre - Diane Dixon, ex velocista statunitense
- 23 settembre - Daniele Farina, attivista e politico italiano
- 23 settembre - Jim Farmer, ex cestista e allenatore di pallacanestro statunitense
- 23 settembre - Josefa Idem, ex canoista e politica tedesca
- 23 settembre - Koshi Inaba, cantante e polistrumentista giapponese
- 23 settembre - Larry Krystkowiak, ex cestista e allenatore di pallacanestro statunitense
- 23 settembre - Claudio Miranda, direttore della fotografia cileno
- 23 settembre - Katie Mitchell, regista teatrale inglese
- 23 settembre - Omar Monestier, giornalista italiano († 2022)
- 23 settembre - Graziano Salvadori, comico, cabarettista e regista italiano
- 23 settembre - Bruno Solo, conduttore televisivo, attore e scrittore francese
- 24 settembre - Ainhoa Arteta, soprano spagnolo
- 24 settembre - Louie Donowa, ex calciatore inglese
- 24 settembre - Terrence Flagler, ex giocatore di football americano statunitense
- 24 settembre - Ted Forrest, giocatore di poker statunitense
- 24 settembre - Florence Duperval Guillaume, politica e medico haitiana
- 24 settembre - Jeff Krosnoff, pilota automobilistico statunitense († 1996)
- 24 settembre - Cinzia Lenzi, annunciatrice televisiva e ex modella italiana
- 24 settembre - J. Michael Mendel, produttore televisivo statunitense († 2019)
- 24 settembre - Tamaki Saitō, psichiatra e scrittore giapponese
- 24 settembre - Osamu Taninaka, ex calciatore giapponese
- 25 settembre - Anita Barone, attrice statunitense
- 25 settembre - Marc Benioff, imprenditore statunitense
- 25 settembre - Claudio Castellazzi, ex cestista italiano
- 25 settembre - Maria Doyle Kennedy, attrice, cantante e regista irlandese
- 25 settembre - Otis Hughley, allenatore di pallacanestro statunitense
- 25 settembre - Chris Impellitteri, chitarrista statunitense
- 25 settembre - Kikuko Inoue, doppiatrice e cantante giapponese
- 25 settembre - Chris Jacobs, ex nuotatore statunitense
- 25 settembre - Ida Jessen, scrittrice e traduttrice danese
- 25 settembre - Carlos Ruiz Zafón, scrittore spagnolo († 2020)
- 25 settembre - Joey Saputo, dirigente sportivo e imprenditore canadese
- 25 settembre - Sandra Truccolo, arciera italiana
- 26 settembre - William Draper Byrne, vescovo cattolico statunitense
- 26 settembre - Emilio Catellani, fumettista italiano
- 26 settembre - Brett Climo, attore australiano
- 26 settembre - Bobby Joe Edmonds, ex giocatore di football americano statunitense
- 26 settembre - Nicki French, cantante britannica
- 26 settembre - Raphaël Balla Guilavogui, vescovo cattolico guineano
- 26 settembre - Derek Ho, surfista statunitense († 2020)
- 26 settembre - Sergio Fabian Lavia, chitarrista e compositore argentino
- 26 settembre - Dave Martinez, giocatore di baseball e allenatore di baseball statunitense
- 26 settembre - Neil Price, allenatore di calcio e ex calciatore inglese
- 26 settembre - Gianpaolo Spagnulo, allenatore di calcio e ex calciatore italiano
- 26 settembre - John Tempesta, batterista statunitense
- 27 settembre - Paolo Bisi, disegnatore italiano
- 27 settembre - Tony Fucile, animatore, designer e illustratore statunitense
- 27 settembre - Huo Tingxiao, scenografo cinese
- 27 settembre - Vera Mossa, ex pallavolista brasiliana
- 27 settembre - Stefano Santuz, dirigente sportivo e ex pallavolista italiano
- 27 settembre - André Sehmisch, ex biatleta tedesco
- 27 settembre - Jan Solar, ex calciatore cecoslovacco
- 27 settembre - Gianluca Maria Tavarelli, regista e sceneggiatore italiano
- 28 settembre - Claudio Borghi, allenatore di calcio e ex calciatore argentino
- 28 settembre - Sergio Dalma, cantante spagnolo
- 28 settembre - Janeane Garofalo, attrice, cabarettista e comica statunitense
- 28 settembre - Paul Jewell, allenatore di calcio e ex calciatore inglese
- 28 settembre - Brendan Kelly, attore irlandese
- 28 settembre - Kostadinka Kuneva, politica e sindacalista greca
- 28 settembre - Pier Paolo Racchetti, aviatore italiano († 1994)
- 29 settembre - Miles Aldridge, fotografo e artista britannico
- 29 settembre - Ingve Bøe, ex calciatore norvegese
- 29 settembre - Predrag Brzaković, calciatore e giocatore di calcio a 5 serbo († 2012)
- 29 settembre - Pierre-Marie Deloof, ex canottiere belga
- 29 settembre - Jeanna Fine, ex attrice pornografica e ballerina statunitense
- 29 settembre - Flavio Fiorio, allenatore di calcio e ex calciatore italiano
- 29 settembre - Ina Kleber, ex nuotatrice tedesca orientale
- 29 settembre - Brad Lohaus, ex cestista statunitense
- 29 settembre - Taime Downe, cantante statunitense
- 29 settembre - Mauro Rosin, allenatore di calcio e ex calciatore italiano
- 30 settembre - Trey Anastasio, chitarrista, compositore e cantante statunitense
- 30 settembre - Ankie Bagger, cantante svedese
- 30 settembre - Gito Baloi, cantante, bassista e musicista mozambicano († 2004)
- 30 settembre - Monica Bellucci, attrice e ex modella italiana
- 30 settembre - Koen De Bouw, attore belga
- 30 settembre - Anthony Delon, attore francese
- 30 settembre - Stephen Frick, ex astronauta e ingegnere statunitense
- 30 settembre - Iveta Grigule, politica lettone
- 30 settembre - Masanori Higashikawa, ex calciatore giapponese
- 30 settembre - Marco Macina, ex calciatore sammarinese
- 30 settembre - Janusz Malik, ex saltatore con gli sci polacco
- 30 settembre - Mike McKay, ex canottiere australiano
- 30 settembre - Phil Plait, astronomo, divulgatore scientifico e blogger statunitense
- 30 settembre - Ilivasi Tabua, ex rugbista a 15 e allenatore di rugby a 15 tongano
- 30 settembre - Dragan Trkulja, allenatore di calcio e ex calciatore serbo